# Coacotla
Coacotla es una localidad del estado mexicano de Veracruz. Es parte del municipio de Cosoleacaque.

## Toponimia
El nombre «Coacotla» proviene de los términos en náhuatl cocoa, culebra; tla, abundancia. Su significado es «lugar de culebras».

## Demografía
| Gráfica de evolución demográfica |
|                                  |

| Censo | Población |
| ----- | --------- |
| 1900  | 1 121     |
| 1910  | 1, 401    |
| 1921  | 1 192     |
| 1930  | 1 761     |
| 1940  | 2 100     |
| 1950  | 2 285     |
| 1960  | 2 667     |
| 1970  | 3 697     |
| 1980  | 7 726     |
| 1990  | 5 877     |
| 1995  | 6 573     |
| 2000  | 6 291     |
| 2005  | 6 657     |
| 2010  | 6 873     |
| 2020  | 7 408     |